# Вангелис Манцарис
Вангелис Манцарис (грч. Ευάγγελος "Βαγγέλης" Μάντζαρης; Атина, 16. април 1990) грчки је кошаркаш. Игра на позицијама плејмејкера и бека.

## Биографија
У млађим категоријама играо је за Перистери, а за њихов сениорски тим дебитовао је у сезони 2007/08. Тамо се задржао до септембра 2011. када је прешао у Олимпијакос са којим је освојио две узастопне титуле првака Европе у сезонама 2011/12. и 2012/13, затим национално првенство у сезонама 2011/12, 2014/15 и 2015/16. као и Интерконтинентални куп 2013. године. У јулу 2019. напустио је Олимпијакос и прешао у УНИКС Казањ.
Имао је доста успеха у млађим репрезентативним категоријама. Са јуниорима је на Европском првенству освојио злато (2008), а на Светском сребро (2009). Са селекцијом до 20 година на Европском првенству дошао је до злата 2009. и сребра 2010. године. За сениорску репрезентацију Грчке је играо на два Светска првенства (2014. и 2019) и на два Европска првенства (2015. и 2017).

## Успеси

### Клупски
- Олимпијакос:
  - Евролига (2) : 2011/12, 2012/13.
  - Интерконтинентални куп (1) : 2013.
  - Првенство Грчке (3) : 2011/12, 2014/15, 2015/16.

### Репрезентативни
- Европско првенство до 18 година:  2008.
- Светско првенство до 19 година:  2009.
- Европско првенство до 20 година:  2009,  2010.